# Callicera fagesii
Callicera fagesii är en tvåvingeart som beskrevs av Guérin-Méneville 1844. Callicera fagesii ingår i släktet bronsblomflugor, och familjen blomflugor.
Artens utbredningsområde är Frankrike. Inga underarter finns listade i Catalogue of Life.